# Tu t'en vas
Singles par Alain Barrière
Si tu te rappelles ma vie
(1974) Mon improbable amour
(1975)
Singles par Noëlle Cordier
Les Français sont partout
(1973) Un amour comme le notre
(1975)
Tu t'en vas est une chanson interprétée par le chanteur français Alain Barrière et la chanteuse Noëlle Cordier. Écrite et composée par Alain Barrière, elle est sortie en 45 tours en novembre 1974 et a été incluse sur son album du même nom en 1975.
La chanson est un succès commercial, se classant dans de nombreux hit-parades à travers le monde, notamment en Autriche, en Belgique francophone et en France, où elle atteint la première place. Il s'agit du single le plus vendu d'Alain Barrière ainsi que de Noëlle Cordier, avec plus de 2 millions d'exemplaires écoulés.

## Histoire de la chanson
Le succès de 1964, Ma vie, a fait d'Alain Barrière un chanteur connu, comme interprète et auteur de ballades romantiques,. Il cherche à renouveler un tel succès et à faire évoluer son répertoire. Il a fait plusieurs passages successifs à l'Olympia, signe d'une certaine consécration, mais aucun des nouveaux titres qu'il sort ne se distingue. Le succès de différents duos de chanteurs à la même époque, Stone et Charden, Sheila et Ringo, Johnny et Sylvie, lui fait imaginer d'utiliser cette formule pour se renouveler.
Alain Barrière compose une musique et écrit un texte qui décrit l'état mélancolique d'une séparation, de quelques semaines, d'un couple amoureux. Les protagonistes ont peur du silence et de la solitude. Et il sollicite la chanteuse Noëlle Cordier, pour lui donner la répartie. Il l'a remarquée dans l'opéra rock La Révolution française de Claude-Michel Schönberg et Raymond Jeannot, un spectacle de 1973. Son arrangeur habituel, Jean-Claude Petit, n'étant plus disponible lorsque Noëlle Cordier le devient, il confie les arrangements de ce titre à un nouveau partenaire, Gérard Salesses, le début d'une collaboration et d'une amitié qui vont durer ensuite. Noëlle Cordier et Alain Barrière enregistrent ainsi Tu t'en vas durant l'été 1974.
La chanson sort en 45 tours au mois de novembre 1974 dans l'indifférence générale, malgré le fait que la chanson est programmée de façon régulière sur les radios périphériques. Le 45 tours se vend ensuite à 1 500 exemplaires par jour. À partir de février 1975, sous l'influence de Sylvain Floirat et la direction de Paul de Senneville, la chanson est programmée trois fois par jour sur la radio Europe 1, stimulant les ventes du 45 tours. À la suite d'une interprétation de la chanson par Alain Barrière et Noëlle Cordier dans l'émission Ring Parade, plus de 30 000 exemplaires du 45 tours sont vendus par jour et la chanson se place en tête des ventes au mois de mai 1975. 1,3 million d'exemplaires de Tu t'en vas sont ensuite vendus en quelques semaines.
C'est un succès qui grimpe aux premières places des classements des titres en France et en Autriche. La chanson se classe également dans les hit-parades de nombreux pays, dont l'Allemagne, mais aussi l'Italie, l'Espagne, le Canada, le Brésil, etc. et sera vendue à plus de 2 millions d'exemplaires,. Alain Barrière n'arrivera pas à renouveler un tel succès.

## Crédits
- Alain Barrière – chant, arrangements, paroles, musique
- Noëlle Cordier – chant
- Gérard Salesses – arrangements

## Classements
| Classement (1975–76)                    | Meilleure position |
| --------------------------------------- | ------------------ |
| Allemagne de l'Ouest (Media Control)    | 2                  |
| Autriche (Ö3 Austria Top 40)            | 1                  |
| Belgique (Flandre Ultratop 50 Singles)  | 17                 |
| Belgique (Wallonie Ultratop 50 Singles) | 1                  |
| Brésil (IBOPE)                          | 5                  |
| France (SNEPA),                         | 1                  |
| Pays-Bas (Nederlandse Top 40)           | 4                  |
| Pays-Bas (Nationale Hitparade)          | 4                  |
| Québec (Palmarès francophone)           | 4                  |
| Suisse (Schweizer Hitparade)            | 2                  |
| Yougoslavie (Inostrani singlovi)        | 8                  |

| Classement (1975)                    | Position |
| ------------------------------------ | -------- |
| Allemagne de l'Ouest (Media Control) | 15       |
| Autriche (Ö3 Austria Top 40)         | 9        |
| France (SNEPA)                       | 5        |
| Pays-Bas (Nederlandse Top 40)        | 87       |
| Pays-Bas (Nationale Hitparade)       | 52       |
| Suisse (Schweizer Hitparade)         | 3        |

### Certifications
| Pays                                                             | Certification | Ventes certifiées |
| ---------------------------------------------------------------- | ------------- | ----------------- |
| Suisse (IFPI)                                                    | Or            | 100 000*          |
| *Ventes selon la certification xNon précisé par la certification |               |                   |

## Reprises
Il existe de nombreuses versions de ce titre en plusieurs langues. En 1975, la première version allemande d'Adam & Eve est intitulée Du gehst fort. Elle est reprise également en 1992 par Ireen Sheer et Bernhard Brink. Une version anglaise en 1975 sous le titre If You Go de Barry & Eileen (nl) atteint la première place des classements en Belgique néerlandophone et aux Pays-Bas. Il existe aussi aussi des versions adaptées en néerlandais, finnois et lituanien notamment. 
Une dernière version allemande est une reprise de ce titre par Tommy Steib & Monique en 2020.